# Bolek i Lolek wyruszają w świat
Bolek i Lolek wyruszają w świat – serial animowany dla dzieci produkcji polskiej zrealizowany w latach 1968–1970. Trzecia seria przygód Bolka i Lolka, w której bohaterowie w wyobraźni podróżują do miejsc wybranych przez zakręcenie globusem.

## Odcinki
1. W stepach Australii, reż. Lechosław Marszałek
2. Na tropach bengalskiego tygrysa, reż. Wacław Wajser
3. Na wyspach Polinezji, reż. Władysław Nehrebecki
4. Złote miasto Inków, reż. Stanisław Dülz
5. Wyścig do bieguna, reż. Bronisław Zeman
6. W puszczach Kanady, reż. Zdzisław Kudła
7. Polowanie na goryla, reż. Edward Wątor
8. Na stokach Kilimandżaro, reż. Zdzisław Kudła
9. Olimpiada w Mexico, reż. Józef Byrdy
10. W Krainie 1001 Nocy, reż. Władysław Nehrebecki
11. W piaskach Gobi, reż. Lechosław Marszałek
12. Gran Premio Argentyny, reż. Wacław Wajser
13. Na Dzikim Zachodzie, reż. Stanisław Dülz
14. Grobowiec faraona, reż. Zdzisław Kudła
15. Łowcy bizonów, reż. Władysław Nehrebecki
16. Nad Orinoko, reż. Edward Wątor
17. Na tropach yeti, reż. Lechosław Marszałek
18. Przemytnik, reż. Józef Ćwiertnia

## Nagrody
- 1971 – Nagroda Jury Dziecięcego na Festiwalu Filmów dla Dzieci w Poznaniu za odcinek Na Dzikim Zachodzie
- 1971 – „Srebrne Koziołki” na Festiwalu Filmów dla Dzieci w Poznaniu za odcinek Na tropach yeti

## Informacje dodatkowe
Odcinek „Na Wyspach Polinezji” wydany w wersji zrekonstruowanej cyfrowo w 2013 roku wyłącznie na DVD w Klasyce Polskiej Bajki „Podróże Bolka i Lolka i inne bajki”.

## Książki
Na podstawie serii przygód Bolka i Lolka została wydana seria książek wydanych w latach 1974-1980, opracowanych przez Władysława Nehrebeckiego i Leszka Mecha (tekst) oraz Alfreda Ledwiga (ilustracje)
Biblioteka Przygód Bolka i Lolka (lub Bolek i Lolek (II wyd.) - (10 tomików) - Wydawnictwo Śląsk
1. Orinoko (1974, 1988)
2. Złote miasto Inków (1974,1988)
3. W puszczach Kanady (1975,1988)
4. Łowcy bizonów (1975,1988)
5. Zwierzęta Serengeti (1975,1998)
6. Grobowiec faraona
7. W pustyni Gobi (1976,1988)
8. Yeti (1977,1990)
9. Poławiacze pereł (1979,1989)
10. W stepach Australii (?, 1989)